# Кракау, Александр Александрович
Александр Александрович Кракау (30 июля [11 августа] 1855, Санкт-Петербург, Российская империя — 16 [29] марта 1909, там же) — русский химик, ученик Александра Бутлерова, основоположник российской школы электрохимии, профессор. Основатель и первый заведующий кафедры химии Электротехнического института (с 1891), действительный статский советник (1908).

## Биография
Родился 30 июля (11 августа)  1855 года в Санкт-Петербурге; старший сын архитектора А. И. Кракау.
В 1865 году поступил в первый класс школы Карла Мая, где показал редкостные успехи буквально по всем предметам. После окончания школы в 1873 году он продолжил образование в Петербургском университете и в 1879 году окончил физико-математический факультет Санкт-Петербургского университета, — ученик А. М. Бутлерова и Н. Н. Бекетова.
В 1886—1891 годах впервые в России читал курс электрохимии в только что открытом училище почтово-телеграфного ведомства. В 1891 году при создании Электротехнического института организовал в нём кафедру химии и стал её первым заведующим; в 1906 году по его инициативе было образовано, наряду с электротехническим, и электрохимическое отделение института, просуществовавшее до 1930 года. Почётный инженер-электрик ЭТИ (1903).
В 1902 году издал первый в России учебник по теоретической электрохимии. Поставил преподавание химии и электрохимии в ЭТИ, а также научные исследования, в которых сам принимал деятельное участие, например, изучая электропроводимость гидрида палладия и возможность преобразования переменного тока в постоянный электрохимическим путём (с 1898).
Активно участвовал в мероприятиях научной общественности Санкт-Петербурга и России. В 1906 году, при учреждении премии имени А. С. Попова профессор был включён в комиссию по присуждению премии наряду с такими видными учёными как Павел Войнаровский (председатель), Пётр Осадчий, Николай Егоров, Александр Реммерт, Николай Смирнов, Алексей Петровский и др.

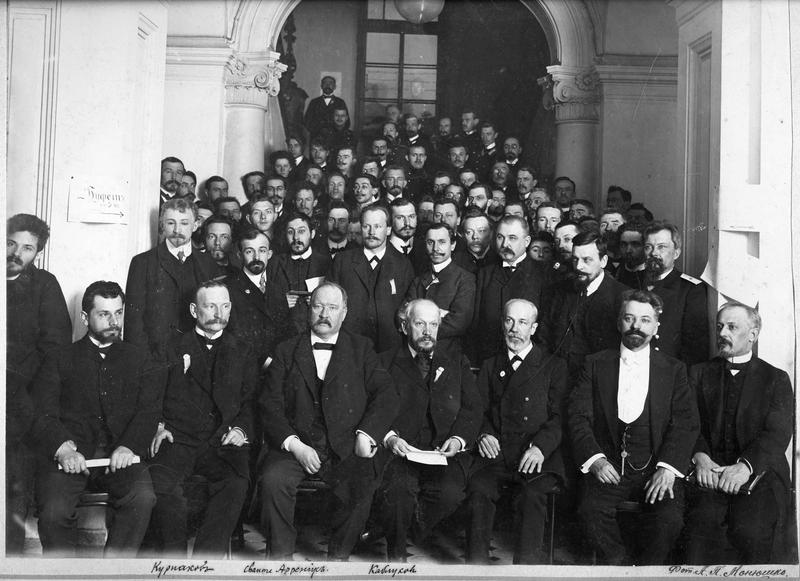
I Менделеевский съезд (1-й ряд):
Н. А. Пушин, Н. С. Курнаков, Сванте Аррениус,
И. А. Каблуков, А. А. Кракау, П. Д. Войнаровский,
А. А. Яковлев. Электротехнический институт. 1907

В 1908 году был произведён в действительные статские советники.
Умер 16 (29) марта 1909 года от рака желудка. Был похоронен на Смоленском православном кладбище.

## Семья
Жена: Юлия Львовна, урождённая Кирпичёва. Их дети:
- Александр (29.11.1887 — 1918), математик;
- Константин (02.03.1894 — 1947), химик, кандидат химических наук;
- Виктор (24.07.1889 — 18.06.1919), художник, архитектор;
- Евгения (19.04.1891 — 1968), выпускница Бестужевских курсов, выпускница ЛЭТИ, преподаватель математики, инженер.

## Рекомендуемая литература
- Кракау А. А. Автобиографии окончивших курс в Электротехническом институте. — СПб., 1908.